# Rhamphomyia idei
Rhamphomyia idei är en tvåvingeart som beskrevs av Saigusa 1963. Rhamphomyia idei ingår i släktet Rhamphomyia och familjen dansflugor. Inga underarter finns listade i Catalogue of Life.